# John Eales
John Anthony Eales AM (Brisbane, 27 de julho de 1970) é um ex-jogador australiano de rugby union que atuava na posição de segunda linha.
Considerado uma lenda  e um monumental jogador, é também um dos juízes do prêmio de melhor jogador do mundo pela IRB. Como jogador, destacava-se também nos chutes de conversão. Esteve presente nos títulos da Austrália nas Copas do Mundo de Rugby de 1991, onde já era jogador-chave, e 1999, onde foi o capitão de um elenco que só levou um try no mundial inteiro  e que fez dos Wallabies os primeiros bicampeões mundiais no esporte. No Três Nações, dominado pela rival Nova Zelândia, Eales e a Austrália lograram um bicampeonato seguido em 2000 e 2001, ganhando ainda as Copas Bledisloe (troféu anual disputado entre os dois rivais) entre 1998 e 2001
Eales, cujo primeiro esporte foi o críquete, outro dos mais populares em seu país, foi o capitão mais bem-sucedido da história da Seleção Australiana de Rugby, pela qual atuou entre 1991 e 2001. Ao retirar-se, era à altura o jogador que mais atuou por uma seleção na história do rugby union. Foi introduzido no Hall da Fama da International Rugby Board em 2009, dois anos antes do próprio órgão priorizar na entrega da premiação os capitães campeões da Copa do Mundo de Rugby, sendo o primeiro jogador da Austrália agraciado com este prêmio.
A nível de clubes, defendeu o Reds, sendo o forward que mais pontou (402) no Super Rugby, o maior torneio interclubes do hemisfério sul. Eales era apelidado de Nobody ("ninguém"), em uma brincadeira com a frase "ninguém é perfeito". Atualmente, o prêmio de melhor jogador de rugby union em seu país por temporada leva o nome de "Medalha John Eales".